# Graciela Figueroa
Graciela Figueroa   (Montevideo, 15 de gener de 1944) és una ballarína i coreògraf uruguaiana.
El 2007 Figueroa va treballar com a coreògrafa al musical Maré, Nossa História de Amor, una adaptació lliure de la tragèdia de Romeo i Julieta traslladada a la dura vida a la Favela da Maré, una de les faveles més grans i violentes de Rio de Janeiro. Van protagonitzar l'espectacle Cristina Lago, Vinícius D'Black i Marisa Orth.